# Yuri Temirkánov
Yuri Jatúevich Temirkánov (en ruso, Ю́рий Хату́евич Темирка́нов; en cabardino, Темыркъан Хьэту и къуэ Юрий; Nálchik, 10 de diciembre de 1938-San Petersburgo, 2 de noviembre de 2023) fue un director de orquesta ruso, nacido en la entonces República autónoma socialista soviética de Kabardia-Balkaria. En 1966, fue el ganador del primer premio en el Concurso de Directores de Orquesta de la Unión Soviética.

## Biografía
Temirkánov nació en el seno de una familia perteneciente al grupo étnico cabardinos. Completó sus estudios de viola y dirección en el Conservatorio de San Petersburgo, donde se formó como director de orquesta con Iliá Musin.
Fue director artístico y director titular de la Filarmónica de San Petersburgo desde 1988 .
Después de ganar el concurso nacional de dirección soviético en 1966, Kirill Kondrashin lo invitó a realizar una gira por Europa y Estados Unidos con David Óistraj y la Orquesta Filarmónica de Moscú.
Hizo su debut como director de la Orquesta Filarmónica de San Petersburgo en 1967 y posteriormente se convirtió en asistente del director titular Yevgueni Mravinski.
De 1968 a 1976, fue director titular de la Orquesta Sinfónica de Leningrado, y de 1976 a 1988 director musical del entonces Teatro de Ópera y Ballet Kírov (1935-1992), hoy Teatro Mariinski).Trabajó además, entre otras, con la Filarmónica de Berlín, la Filarmónica de Viena, la Orquesta Estatal Sajona de Dresde, la Orquesta Filarmónica de Londres, la Orquesta Sinfónica de Londres, la Orquesta Real del Concertgebouw y la Orquesta de la Scala de Milán.
En 1977, se convirtió en director invitado principal de la Royal Philharmonic Orchestra, de 1992 a 1998 fue director titular de esta orquesta británica, de 1992 a 1997 también fue director invitado principal de la Filarmónica de Dresde y de 1998 a 2008 director invitado principal de la Orquesta Sinfónica Nacional de Dinamarca.
Fue director musical de la Orquesta Sinfónica de Baltimore de 2000 a 2006, director principal invitado del Teatro Bolshói hasta 2009 y director musical del Teatro Regio de Parma de 2010 a 2012.
La discografía de Yuri Temirkánov es extensa e incluye, entre otras cosas, grabaciones con la Filarmónica de San Petersburgo, la Filarmónica de Nueva York, la Orquesta Sinfónica Nacional de Dinamarca y la Royal Philharmonic Orchestra.
Yuri Temirkánov murió el 2 de noviembre de 2023 en San Petersburgo, a los 84 años.

## Premios y distinciones
- Primer Premio en el Segundo Concurso de Directores de Orquesta de la Unión Soviética, en Moscú (1966)
- Premio Estatal de la Federación de Rusia M.I. Glinka para los programas de conciertos 1968-1970 (1971)
- Artista de Honor de la Federación de Rusia (1971)
- Artista de Honor de Kabardino-Balkaria (1973)
- Artista del Pueblo de la Federación Rusa (1976)
- Premio Estatal de la Unión Soviética por la producción de la ópera Pedro el Grande por Andréi Petrov (1976)
- Artista del Pueblo de la URSS (1981)
- Orden de Lenin (1983)
- Premio Estatal de la Unión Soviética para la producción de Eugenio Oneguin (1985)
- Nominaciones para los Premios Grammy por sus grabaciones de Aleksandr Nevski de Serguéi Prokófiev (1996) y de la Sinfonía No.7 de Dmitri Shostakóvich (1998)
- Orden "Santos Cirilo y Metodio" (Bulgaria, 1998)
- Miembro honorario de la Academia Internacional de las Ciencias, Industria, Educación y Arte (EE. UU., 1998)
- Orden "Por Mérito para el País" de grado III (1998)
- Premio Estatal de la Federación de Rusia (1999)
- Orden de la Ciencia y la Cultura "Catalina la Grande" (2002).
- Premio Abbiati otorgado por la Asociación de Críticos Musicales de Italia (2003)
- Diploma de Honor del Presidente de la Federación Rusa (2003)
- Doctor honoris causa de la Universidad Estatal de San Petersburgo en Humanidades y Ciencias Sociales (2003)
- Doctor honoris causa del Conservatorio Estatal de San Petersburgo Rimski-Kórsakov (2003)
- Orden "Por Mérito para el País" de II grado (2003)
- Premio "Triunfo” (2003)
- Académico de Honor de la Academia Nacional de Santa Cecilia (Italia, 2007)
- Premio Abbiati otorgado por la Asociación de Críticos Musicales de Italia (2007)
- Orden "Por Mérito para el País" de grado I (2008)
- Ciudadano Honorario de San Petersburgo (2009)
- Ciudadano honorario de Nálchik (2010)
- Premio Internacional Baltic Star (2011)
- Comendador de la Orden de la Estrella de Italia (2012)
- Orden "Por Mérito para el País" de grado IV (2013)
- Orden del Sol Naciente, clase III (Japón, 2015)

| Predecesor: Yevgeni Mravinski | Director Musical, Orquesta Filarmónica de San Petersburgo 1988–2023 | Sucesor:             |
| Predecesor: David Zinman      | Directores Principales, Orquesta Sinfónica de Baltimore 1998 - 2006 | Sucesor: Marin Alsop |